# Badische verfassunggebende Versammlung von 1849
Die Badische verfassunggebende Versammlung von 1849 (auch „konstituierende Landesversammlung“) war die gewählte Volksvertretung während der badischen Mai-Revolution 1849. Die Wahl fand am 3. Juni 1849 statt und die Tätigkeit beschränkte sich auf die kurze Zeit vom 10. Juni bis 30. Juni 1849.

## Vorgeschichte
Am 3. April 1849 hatte der preußische König Friedrich Wilhelm IV. die sogenannte Kaiserdeputation der Frankfurter Nationalversammlung empfangen und die ihm angetragene Kaiserkrone abgelehnt. Die Liberalen, die ein einiges Deutschland mit konstitutioneller Monarchie anstrebten, waren damit gescheitert. Die radikaleren Kräfte starteten nun die Reichsverfassungskampagne. Diese Kampagne hatte die Anerkennung der vom ersten gesamtdeutschen und demokratisch gewählten Parlament, der Frankfurter Nationalversammlung, ausgearbeiteten Paulskirchenverfassung zum Ziel.
In Baden wurde die Reichsverfassungskampagne insbesondere von den Volksvereinen getragen. Amand Goegg hatte namens des provisorischen Landesausschusses die Vertreter der badischen Volksvereine für den 12. Mai 1849 zu einer Versammlung nach Offenburg eingeladen, um die weiteren Schritte zu besprechen, und am 13. Mai sollte in Offenburg eine Volksversammlung stattfinden. Bereits am 11. Mai kam es in der Bundesfestung Rastatt zu einer Meuterei badischer Truppen.
Die Delegierten der Volksvereine lehnten am 12. Mai die von den Republikanern verlangte Proklamation einer Republik ab, stimmten aber überein, am Folgetag einen sogenannten „definitiven Landesausschuss“ zu wählen, der sich für permanent erklären und damit eine Gegenregierung bilden sollte. Am 13. Mai wurde der Landesausschuss von den Delegierten gewählt und von der Volksversammlung bestätigt. Am 14. Mai wählte der Landesausschuss ein Exekutivkommission des Landesausschusses unter dem Vorsitz von Lorenz Brentano. Der Landesausschuss fuhr nach der Volksversammlung nach Rastatt, wo er sich sicherer glaubte. Großherzog Leopold und die Regierung Hoffmann flohen in der Nacht vom 13. auf den 14. Mai aus Karlsruhe und gingen außer Landes. Auf Einladung des Karlsruher Gemeinderats zog der Landesausschuss noch am 14. Mai in Karlsruhe ein – Brentano hatte inzwischen seinen Urlaub in Baden-Baden abgebrochen und war am 14. Mai noch in Rastatt zum Landesausschuss gekommen.

## Geschichte

### Die Wahl
Der Landesausschuss der badischen Volksvereine hatte bereits am 15. Mai die Auflösung beider Kammern der badischen Ständeversammlung und die Wahl einer konstituierenden Versammlung beschlossen und am 17. Mai ein diesbezügliches Gesetz erlassen. Die Wahl fand am 3. Juni statt:

„Im Namen des Volkes. In Gemäßheit der Verordnung des Landesausschusses wird das Wahlgesetz für die constituirende Versammlung in folgender Weise bestimmt: Art. 1. Wahlfähig und wählbar ist jeder Staatsbürger Badens, welcher das 21. Lebensjahr erreicht hat. Art. 2. Die Wahlbezirke bleiben dieselben wie bei den Wahlen zur deutschen Nationalversammlung. Art. 3. Jeder Wahlbezirk ernennt vier Abgeordnete für die constituirende Versammlung. Art. 4. Für jeden Wahlbezirk wird ein Commissär des regierenden Landesausschusses ernannt werden. Art. 5. Die Wahlen geschehen direct mit geheimer Stimmgebung. Art. 6. Der Tag, an welchem im ganzen Lande die Wahlen stattfinden, ist der 3. Juni 1849. Art. 7. Die constituirende Versammlung wird am 10. Jun. in Karlsruhe eröffnet werden. Karlsruhe, 17. Mai 1849. Die Executivcommission: L. Brentano, Vdt. Carl Blind.“

Wahlberechtigt waren alle Männer über 21 Jahre (bisher hatten bei den Wahlen zur badischen Ständeversammlung nur etwa 70 % der Männer ein Wahlrecht, wobei das Stimmgewicht noch vom Vermögen abhängig war). Die Wahl war direkt (für die Ständeversammlung war sie indirekt, d. h. die Urwähler wählten nicht die Abgeordneten, sondern Wahlmänner) und geheim (für die Ständeversammlung wurde offen abgestimmt). Somit wurde „zum ersten Mal […] in Deutschland ein Parlament nach allgemeinem, gleichem, direktem und geheimem (Männer-)Wahlrecht gewählt.“
Gewählt wurde in den 20 Wahlbezirken, die bereits für die Wahl zur Frankfurter Nationalversammlung gebildet wurden, wobei in jedem Bezirk 4 Abgeordnete zu wählen waren, d. h. insgesamt 80. Jeder Wähler hatte vier Stimmen. Gewählt waren in einem Wahlbezirk die vier Personen, welche die meisten Stimmen erhalten hatten (einfache Mehrheitswahl).
Da 6 Abgeordnete in zwei Wahlkreisen gewählt wurden, gab es zunächst nur 74 Abgeordnete. In Nachwahlen wurden noch weitere 4 Abgeordnete gewählt.
Über die Wahlbeteiligung gibt es keine Daten, aber in der Literatur tendenziöse Aussagen (z. B. die Wahlbeteiligung war gering und es gab Zweifel an der Ordnungsmäßigkeit der Wahl). Da es kein Wählerverzeichnis gab und noch nie eine Wahl mit dem gleichen Kreis an Wahlberechtigten stattgefunden hatte, ist die Ermittlung der Wahlberechtigten nur durch näherungsweise Schätzungen möglich. Der Anteil der Männer über 21 Jahren an der Gesamtbevölkerung (d. h. die wahlberechtigte Bevölkerung) wird für 1849 auf ca. 25 % der Gesamtbevölkerung geschätzt. Bei 1,3 Millionen Einwohnern waren das etwa 325 000 Wahlberechtigte. Auch die Zahl der Wähler ist nicht dokumentiert und nur für einige Städte und Gemeinde rekonstruierbar. Auf dieser schwachen Basis kann die Wahlbeteiligung (gemessen an den Wahlberechtigten) mit etwa 50 % angenommen werden, wobei es örtlich große Differenzen gab. Die Volksvereine konnten ihre Basis zur Wahl mobilisieren, während sich deren Gegner bei der Wahl zurückhielten.

#### Die Abgeordneten
→ Liste der Mitglieder der Badischen verfassunggebenden Versammlung von 1849

#### Wahlbezirke
Die Wahlbezirke hatten jeweils etwa 70 000 bis 75 000 Einwohner und sind nachfolgend über die zugehörigen Ämter beschrieben. Die in der Wahlordnung für die 2. Kammer der Badischen Ständeversammlung festgelegte Bevorzugung wirtschaftlich stärkerer Städte und Gebiete wurde mit dieser Einteilung zugunsten des Prinzips gleicher Wahlen (gleiches Gewicht jeder Stimme) korrigiert.
- I. Bezirk: Meersburg, Überlingen, Salem, Heiligenberg, Pfullendorf, Meßkirch, Stetten, Konstanz
- II. Bezirk: Radolfzell, Stockach, Engen, Hüfingen
- III. Bezirk: Donaueschingen, Neustadt, Villingen, Hornberg, Triberg
- IV. Bezirk: Jestetten, Waldshut, Blumenfeld, Bonndorf, Stühlingen
- V. Bezirk: Schopfheim, Lörrach, Säckingen
- VI. Bezirk: Müllheim, Staufen, Schönau, St. Blasien
- VII. Bezirk: Stadt- und Landamt Freiburg im Breisgau, Breisach
- VIII. Bezirk: Emmendingen, Kenzingen, Waldkirch
- IX. Bezirk: Ettenheim, Lahr, Haslach, Wolfach
- X. Bezirk: Offenburg, Gengenbach, Oberkirch
- XI. Bezirk: Achern, Bühl, Kork, Rheinbischofsheim
- XII. Bezirk: Rastatt, Baden-Baden, Gernsbach
- XIII. Bezirk: Ettlingen, Stadt- und Landamt Karlsruhe
- XIV. Bezirk: Durlach, Pforzheim, Bretten (teilweise)
- XV. Bezirk: Bretten (teilweise), Eppingen, Bruchsal, Philippsburg (teilweise)
- XVI. Bezirk: Mannheim, Schwetzingen, Ladenburg, Philippsburg (teilweise)
- XVII. Bezirk: Heidelberg, Weinheim, Wiesloch
- XVIII. Bezirk: Neckargemünd, Sinsheim, Mosbach, Hoffenheim, Neckarbischofsheim
- XIX. Bezirk: Eberbach, Adelsheim, Buchen, Walldürn, Neudenau
- XX. Bezirk: Tauberbischofsheim, Wertheim, Boxberg, Gerlachsheim, Krautheim

### Kandidaten und Parteien
Es gab keine offizielle Kandidatenliste und es gab auch keine offiziellen Stimmzettel. Grundsätzlich konnte jeder badische Staatsbürger einen beliebigen anderen Bürger wählen, wobei dieser auch nicht im Wahlbezirk ansässig sein musste. Parteien im heutigen Sinne existierten noch nicht, wohl aber politische Gruppierungen, die sich auch „Partei“ nannten. Die „demokratische Partei“ wurde durch die Volksvereine repräsentiert, die sich von der „constitutionellen Partei“ abgrenzten, die aus der Anhängerschaft der liberalen Mehrheit in der 2. Kammer der badischen Ständeversammlung zusammensetzte und die die Regierung unter Johann Baptist Bekk unterstützt hatte.
Neben diesen „Parteien“ hatten die Zeitungen einen gewichtigen Anteil bei der Meinungsbildung vor der Wahl und einige Blätter publizierten auch eigene Wahlvorschläge.

### Die Zusammensetzung der Versammlung
Die Versammlung wurde von den Vertretern der Volksvereine dominiert, wobei die moderaten Kräfte um Brentano die Oberhand hatten. Unter den Abgeordneten war ein hoher Anteil an Juristen (darunter allein 15 Advokaten, daneben auch Richter und Studenten der Rechtswissenschaften).

### Die parlamentarische Arbeit

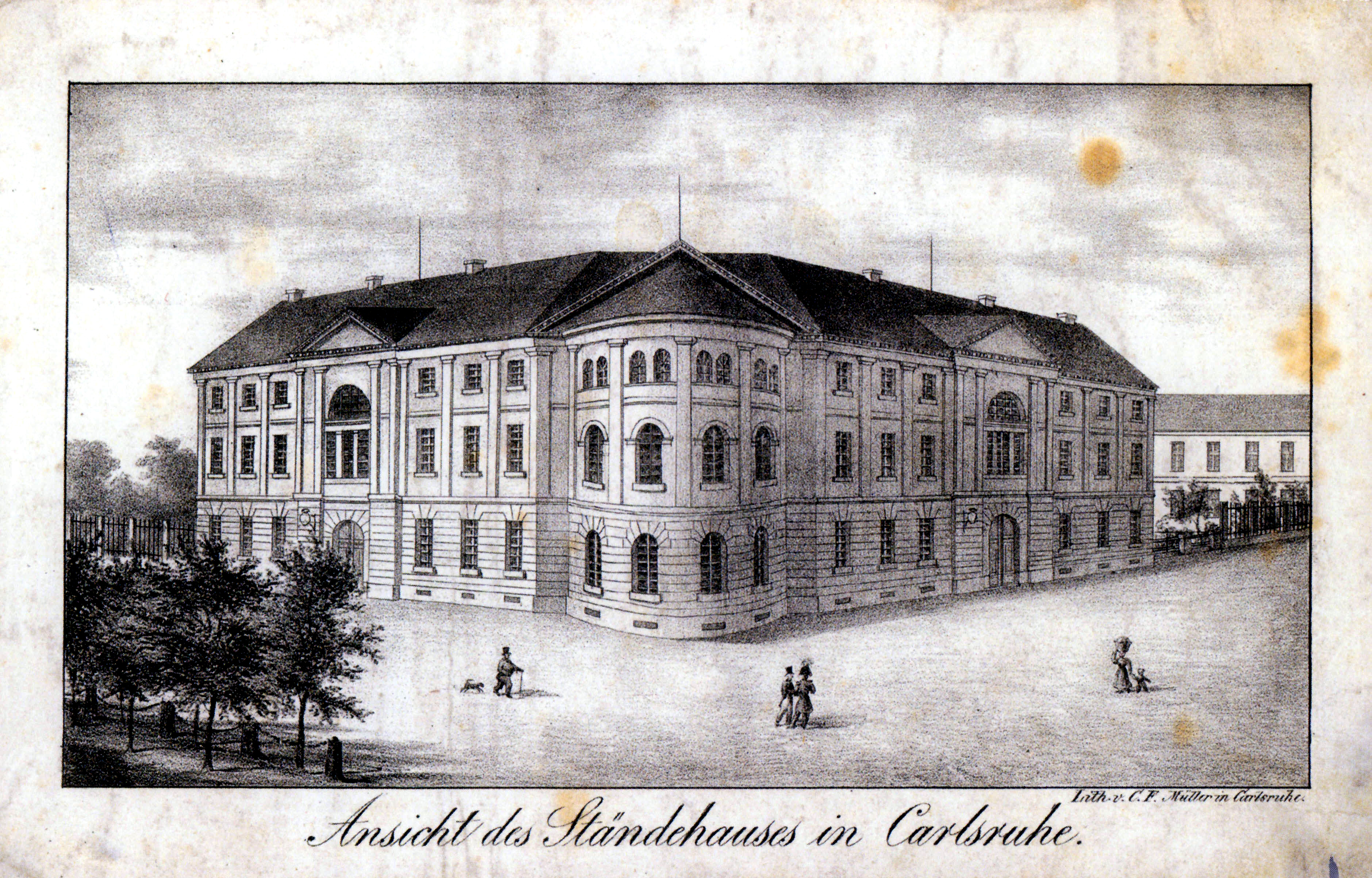
Ständehaus Karlsruhe

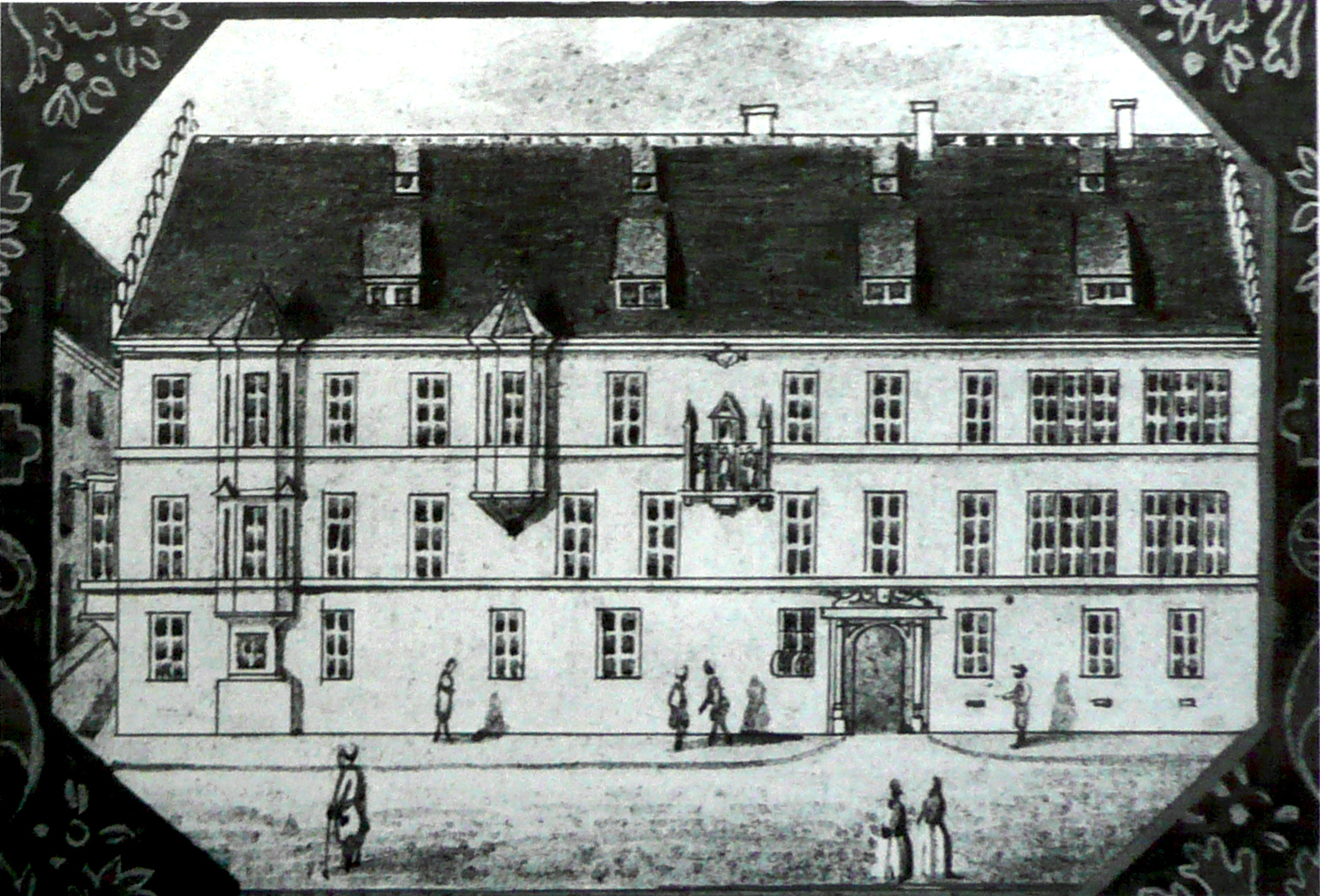
Basler Hof in Freiburg

Die Versammlung trat erstmals am 10. Juni 1849 in Karlsruhe zusammen, wobei Pfarrer Georg Friedrich Schlatter von Mühlbach als Alterspräsident die Sitzung eröffnete.
Zur ersten öffentlichen Arbeitssitzung treffen sich am 11. Juni in Karlsruhe 46 von 74 gewählten Abgeordneten, die zunächst die Wahlergebnisse prüften und für korrekt befanden. Zum Präsidenten wurde in Abwesenheit Carl Damm und zu Vizepräsidenten die Abgeordneten Werner und Achaz Stehlin gewählt.
Insgesamt gab es in der kurzen Zeit vom 10. bis 30. Juni 1849 nebst der vorbereitenden und der Eröffnungssitzung 14 öffentliche Arbeitssitzungen und vier Geheimsitzungen. Die Sitzungen wurden in Karlsruhe (im Ständehaus) abgehalten, lediglich die letzten beiden fanden in Freiburg (im damaligen Hofgerichtsgebäude, dem Basler Hof) statt, nachdem die Versammlung vor den anrückenden preußischen Truppen geflohen war.
Aufgrund der militärischen Bedrohung musste sich die Versammlung vornehmlich mit der Versorgung der Armee mit Soldaten und Material und Finanzthemen generell befassen. Der ursprüngliche Zweck – die Ausarbeitung einer Verfassung – trat in den Hintergrund. Am 13. Juni wurde zwar die Wahl eines Verfassungsausschusses beschlossen, über seine Tätigkeit ist indessen nur der Antrag zum „Gesetz über die Befugnisse der am 13. Juni gewählten Regierung mit diktatorischer Gewalt“ bekannt.
Am 13. Juni wählte die Versammlung eine Provisorische Regierung von Baden mit diktatorischer Gewalt.

### Sitzungsübersicht
| Sitzung          | Datum                 | Ort       | Themen |
| ---------------- | --------------------- | --------- | --- |
| vorberatende     | 10. Juni; 11 Uhr      | Karlsruhe | Schlatter wird Alterspräsident; Sekretäre Mördes, Volk, Steinmetz, Stay |
| Eröffnung        | 10. Juni; 16 Uhr      | Karlsruhe | Feierlichkeiten; Eröffnungsansprache von Lorenz Brentano |
| 1. öffentliche   | 11. Juni; 9 Uhr       | Karlsruhe | Konstituierung der Versammlung; Wahlprüfung; Berichte des Innenministers Brentano und des Finanzministers Amand Goegg                                                                                              |
| 2. öffentliche   | 11. Juni; 17.15 Uhr   | Karlsruhe | Eröffnung durch Schlatter; Wahl des Präsidenten (Damm) und seiner Stellvertreter (Werner, Stehelin), sowie der Sekretäre (Rotteck, Pellisier, Wolff, Mördes); in Abwesenheit von Damm übernimmt Werner den Vorsitz |
| 1. Geheimsitzung | 11. Juni; 20 Uhr      | Karlsruhe | Ausrüstung der Volkswehr und Bevorratung in der Festung Rastatt |
| 3. öffentliche   | 12. Juni, 9 Uhr       | Karlsruhe | Wehrtauglichkeit; Versorgung der Truppen; Auflösung des Gendarmeriekorps; Bericht Goegg über die finanzielle Lage                                                                                                  |
| 2. Geheimsitzung | 12. Juni; nachmittags | Karlsruhe | es existiert kein Protokoll mehr; es wurde der Vertrag mit Ludwik Mierosławski behandelt |
| 4. öffentliche   | 13. Juni, 9 Uhr       | Karlsruhe | Vorsitz Werner; auf Antrag Brentano wird die Wahl eines Verfassungsausschusses beschlossen |
| 5. öffentliche   | 13. Juni, 18 Uhr      | Karlsruhe | Vorsitz Werner; Wahl der Diktatoren |
| 6. öffentliche   | 14. Juni, 8.30 Uhr    | Karlsruhe | Vorsitz Werner; Gesetz über eine progressive Einkommensteuer |
| 7. öffentliche   | 15. Juni              | Karlsruhe | Vorsitz Damm; Gesetz über die Befugnisse der Diktatoren und Sondervollmachten für Brentano |
| 8. öffentliche   | 16. Juni, 8.30 Uhr    | Karlsruhe | Vorsitz Stehelin; Beratung Gemeindeordnung |
| 9. öffentliche   | 18. Juni; 10.30 Uhr   | Karlsruhe | Vorsitz Stehelin; |
| 2. Geheimsitzung | 18. Juni              | Karlsruhe | |
| 10. öffentliche  | 19. Juni; 9 Uhr       | Karlsruhe | Vorsitz Kiefer; |
| 11. öffentliche  | 22. Juni              | Karlsruhe | Vorsitz Damm |
| 12. öffentliche  | 23. Juni; 10.30 Uhr   | Karlsruhe | Vorsitz Damm; |
| 3. Geheimsitzung | 23. Juni              | Karlsruhe | |
| 13. öffentliche  | 28. Juni; 17 Uhr      | Freiburg  | Brentano tritt zurück; Bericht über den Kriegsverlauf; Ausgabe von Schatzscheinen |
| 4. Geheimsitzung | 29. Juni              | Freiburg  | Ernennung von Kiefer für den geflohenen Brentano, Durchhalteparole |
| 14. öffentliche  | 30. Juni; 17.30 Uhr   | Freiburg  | Vorsitz Damm; Kiefer hat seine Berufung zum Diktator nicht angenommen; Bericht Goegg über militärische Lage; Beschluss über die Ausgabe von Papiergeld.                                                            |